# Meliosma dumicola
Meliosma dumicola är en tvåhjärtbladig växtart som beskrevs av William Wright Smith. Meliosma dumicola ingår i släktet Meliosma och familjen Sabiaceae. Inga underarter finns listade.